# Imilili
Imilili (en árabe: تشيكا‎, en lenguas bereberes: ⵜⵛⵉⴽⴰ en francés: Imlili) es un municipio del Sáhara Occidental controlado por Marruecos, en la provincia de Río de Oro. Hasta 1976 perteneció al Sahara español.